# Federación Nacional Autónoma de Fútbol de Honduras
Die Federación Nacional Autónoma de Fútbol de Honduras (FENAFUTH) ist der im Jahr 1935 gegründete nationale Fußballverband von Honduras. Der Verband organisiert die Spiele der Fußballnationalmannschaft und ist seit 1961 Mitglied im Kontinentalverband CONCACAF sowie seit 1946 Mitglied im Weltverband FIFA. Zudem richtet die FENAFUTH die höchste nationale Spielklasse, die Liga Nacional de Fútbol Profesional de Honduras aus.

## Erfolge
- Fußball-Weltmeisterschaft

Teilnahmen: 1982, 2010, 2014
- CONCACAF Gold Cup

Teilnahmen: 1963, 1967, 1971, 1973, 1981 (Gewinner), 1985, 1991, 1993, 1996, 1998, 2000, 2003, 2005, 2007, 2009, 2011, 2013